# Grand Prix Europy 1996
Wyniki Grand Prix Europy na Nürburgring w Niemczech 28 kwietnia 1996.

## Wyniki

### Kwalifikacje
| P                       | Nr | Kierowca              | Konstruktor(-silnik) | Opony | Czas     | Odstęp   | Strata   |
| ----------------------- | -- | --------------------- | -------------------- | ----- | -------- | -------- | -------- |
| 1                       | 5  | Damon Hill            | Williams-Renault     | G     | 1:18.941 | -        | -        |
| 2                       | 6  | Jacques Villeneuve    | Williams-Renault     | G     | 1:19.721 | 0:00.780 | 0:00.780 |
| 3                       | 1  | Michael Schumacher    | Ferrari              | G     | 1:20.149 | 0:00.428 | 0:01.208 |
| 4                       | 3  | Jean Alesi            | Benetton-Renault     | G     | 1:20.711 | 0:00.562 | 0:01.770 |
| 5                       | 11 | Rubens Barrichello    | Jordan-Peugeot       | G     | 1:20.818 | 0:00.107 | 0:01.877 |
| 6                       | 8  | David Coulthard       | McLaren-Mercedes     | G     | 1:20.888 | 0:00.070 | 0:01.947 |
| 7                       | 2  | Eddie Irvine          | Ferrari              | G     | 1:20.931 | 0:00.043 | 0:01.990 |
| 8                       | 4  | Gerhard Berger        | Benetton-Renault     | G     | 1:21.054 | 0:00.123 | 0:02.113 |
| 9                       | 7  | Mika Häkkinen         | McLaren-Mercedes     | G     | 1:21.078 | 0:00.024 | 0:02.137 |
| 10                      | 15 | Heinz-Harald Frentzen | Sauber-Ford          | G     | 1:21.113 | 0:00.035 | 0:02.172 |
| 11                      | 12 | Martin Brundle        | Jordan-Peugeot       | G     | 1:21.177 | 0:00.064 | 0:02.236 |
| 12                      | 14 | Johnny Herbert        | Sauber-Ford          | G     | 1:21.210 | 0:00.033 | 0:02.269 |
| 13                      | 17 | Jos Verstappen        | Footwork-Hart        | G     | 1:21.367 | 0:00.157 | 0:02.426 |
| 14                      | 19 | Mika Salo             | Tyrrell-Yamaha       | G     | 1:21.458 | 0:00.091 | 0:02.517 |
| 15                      | 9  | Olivier Panis         | Ligier-Mugen-Honda   | G     | 1:21.509 | 0:00.051 | 0:02.568 |
| 16                      | 18 | Ukyō Katayama         | Tyrrell-Yamaha       | G     | 1:21.812 | 0:00.303 | 0:02.871 |
| 17                      | 10 | Pedro Diniz           | Ligier-Mugen-Honda   | G     | 1:22.733 | 0:00.921 | 0:03.792 |
| 18                      | 21 | Giancarlo Fisichella  | Minardi-Ford         | G     | 1:22.921 | 0:00.188 | 0:03.980 |
| 19                      | 20 | Pedro Lamy            | Minardi-Ford         | G     | 1:23.139 | 0:00.218 | 0:04.198 |
| 20                      | 16 | Ricardo Rosset        | Footwork-Hart        | G     | 1:23.620 | 0:00.481 | 0:04.679 |
| Nie zakwalifikowali się |    |                       |                      |       |          |          |          |
|                         | 23 | Andrea Montermini     | Forti-Ford           | G     | 1:25.053 | 0:01.433 | 0:06.112 |
|                         | 22 | Luca Badoer           | Forti-Ford           | G     | 1:25.840 | 0:00.787 | 0:06.899 |
| P                       | Nr | Kierowca              | Konstruktor(-silnik) | Opony | Czas     | Odstęp   | Strata   |

### Wyścig
| P                 | + / –     | Nr | Kierowca              | Konstruktor        | Opony | Okr. | Czas / Strata | Komentarz           |
| ----------------- | --------- | -- | --------------------- | ------------------ | ----- | ---- | ------------- | ------------------- |
| 1                 | 1         | 6  | Jacques Villeneuve    | Williams-Renault   | G     | 67   | 1h33:26.473   |                     |
| 2                 | 1         | 1  | Michael Schumacher    | Ferrari            | G     | 67   | +0:00.762     |                     |
| 3                 | 3         | 8  | David Coulthard       | McLaren-Mercedes   | G     | 67   | +0:32.834     |                     |
| 4                 | 3         | 5  | Damon Hill            | Williams-Renault   | G     | 67   | +0:33.511     |                     |
| 5                 | Bez zmian | 11 | Rubens Barrichello    | Jordan-Peugeot     | G     | 67   | +0:33.713     |                     |
| 6                 | 5         | 12 | Martin Brundle        | Jordan-Peugeot     | G     | 67   | +0:55.567     |                     |
| 7                 | 5         | 14 | Johnny Herbert        | Sauber-Ford        | G     | 67   | +1:18.027     |                     |
| 8                 | 1         | 7  | Mika Häkkinen         | McLaren-Mercedes   | G     | 67   | +1:18.438     |                     |
| 9                 | 1         | 4  | Gerhard Berger        | Benetton-Renault   | G     | 67   | +1:21.061     |                     |
| 10                | 7         | 10 | Pedro Diniz           | Ligier-Mugen-Honda | G     | 66   | +1 okr.       |                     |
| 11                | 9         | 16 | Ricardo Rosset        | Footwork-Hart      | G     | 65   | +2 okr.       |                     |
| 12                | 7         | 20 | Pedro Lamy            | Minardi-Ford       | G     | 65   | +2 okr.       |                     |
| 13                | 5         | 21 | Giancarlo Fisichella  | Minardi-Ford       | G     | 65   | +2 okr.       |                     |
| Niesklasyfikowani |           |    |                       |                    |       |      |               |                     |
|                   |           | 15 | Heinz-Harald Frentzen | Sauber-Ford        | G     | 59   |               | hamulce             |
|                   |           | 17 | Jos Verstappen        | Footwork-Hart      | G     | 38   |               | silnik              |
|                   |           | 9  | Olivier Panis         | Ligier-Mugen-Honda | G     | 6    |               | kolizja z Irvine'em |
|                   |           | 2  | Eddie Irvine          | Ferrari            | G     | 6    |               | elektryka           |
|                   |           | 3  | Jean Alesi            | Benetton-Renault   | G     | 1    |               | kolizja z Salo      |
| Zdyskwalifikowani |           |    |                       |                    |       |      |               |                     |
|                   |           | 19 | Mika Salo             | Tyrrell-Yamaha     | G     | 66   |               | [ 1 ]               |
|                   |           | 18 | Ukyō Katayama         | Tyrrell-Yamaha     | G     | 65   |               | [ 2 ]               |
| P                 | + / –     | Nr | Kierowca              | Konstruktor        | Opony | Okr. | Czas / Strata | Komentarz           |

### Najszybsze okrążenie
| Nr | Kierowca   | Konstruktor      | Opony | Czas     | Okr. |
| -- | ---------- | ---------------- | ----- | -------- | ---- |
| 5  | Damon Hill | Williams-Renault | G     | 1:21.363 | 55   |